# Attribuering

Creative Commons licenssymbol for attribuering, vilket i korthet innebär att den som återanvänder verket måste ange upphovsmannen.

Attribuering innebär att tillskriva någon något.

## Upphovsrätt
Inom upphovsrätt innebär det tillskrivandet av upphovsmannaskap, tillkomstdatum eller liknande. Det används om konstverk eller artefakter, på basis av en bedömning som görs av en eller flera experter eller av annan auktoritet. Ordet har också kommit att få spridning inom massmedierna, när upphovsmannen till en text eller bild anges.
Att attribuera används både synonymt med att tillskriva och för att beteckna en mer tillförlitlig, eller omsorgsfull, bestämningsprocess. Ordet kommer från latinets attribuere (att tilldela). 
Upphovsmannens rätt till attribuering regleras i den ideella upphovsrättens paternitetsrätt eller namngivningsrätt.

## Handlingar
I det fall någon förnekar en handling, kan andra aktörer, till exempel ett lands säkerhetstjänst, ändå anse sig ha skäl att tillskriva någon en handling genom så kallad attribuering.

## Källhänvisningar
1. ↑  "attribuera". Arkiverad 2 april 2015 hämtat från the Wayback Machine. SAOL. Läst 14 mars 2015.
2. 1 2  John Granlund. ”Sverige tog enklaste vägen ut från Nord Stream-härvan”. Arkiverad från originalet den 23 april 2024. https://web.archive.org/web/20240423143138/https://www.svt.se/nyheter/inrikes/sverige-vantas-ta-enklaste-vagen-ut-fran-nord-stream-harvan. Läst 24 september 2024. SVT, 6 februari 2024.